# Cornelius Epicadus
Cornelius Epicadus war ein Freigelassener des römischen Staatsmannes Cornelius Sulla. Möglicherweise war er dessen Bibliothekar. Er vollendete die Memoiren seines früheren Herren, schrieb die Werke De cognominibus, De metris und möglicherweise ein weiteres antiquarisches Werk.